# 篠原一 (作家)
篠原 一（しのはら はじめ、1976年6月17日 - ）は、日本の小説家。千葉県出身。女性。

## 来歴
桜蔭高校在学中の1993年、『壊音 KAI-ON』で第77回文學界新人賞を史上最年少（17歳）で受賞してデビュー。
その後立教大学文学部に進学。立教大学大学院文学研究科ドイツ文学専攻博士前期課程（修士課程）修了。専攻はユダヤ学、精神分析史、フロイト。
2001年、『アイリーン』で第23回野間文芸新人賞候補。

## 盗作問題
2005年、集英社の文芸雑誌『すばる』8月号に掲載された短編小説「19℃のロリータ」の一部の表記・ストーリー構成等が、楠本まきの漫画『致死量ドーリス』（1998年、祥伝社）と酷似していると指摘され、盗作疑惑として話題になった。この疑惑は特にウェブ上で話題となっており、毎日新聞がこの疑惑を報じると、同日中に篠原は自身のウェブサイトを閉鎖した。その後、集英社『すばる』編集部は「看過できる程度でなく類似しており、著作権上の問題がある」と判断し、楠本および読者への謝罪文を同誌11月号に掲載した。

## 作品リスト

### 単行本
小説
- 『壊音 KAI-ON』（1995年1月 文藝春秋 ISBN 4163153004 / 1998年1月 文春文庫 解説:小谷真理）
  - 壊音 KAI-ON - 『文學界』1993年12月号
  - 月齢 - 『文學界』1994年8月号
- 『誰がこまどり殺したの』（1996年1月 河出書房新社 ISBN 4309010350）
  - 誰がこまどり殺したの - 『文藝』1995年春季号 - 1995年冬季号
- 『天国の扉』（1998年4月 河出書房新社 ISBN 4309012108）
  - 天国の扉 - 『文藝』1998年春季号
- 『ゴージャス』（1998年12月 角川書店 ISBN 4048731394）
  - ゴージャス - 『月刊カドカワ』1995年10月号 - 1996年12月号
- 『きみよ わすれないで』（2001年2月 河出書房新社 ISBN 4309014011）
  - きみよ わすれないで - 『文藝』2000年春季号
- 『アウト トゥ ランチ』（2001年4月 集英社 ISBN 4087745244）
  - ホーム、スイートホーム - 『すばる』1996年10月号
  - ピジョン・ブラッド - 『すばる』1998年6月号
  - ブラインド・アレー - 『すばる』1998年8月号
  - デッド・フォックス・ハンティング - 『すばる』1998年10月号
  - アイル・リメンバー・ユー - 『すばる』2000年3月号
  - アウト・トゥ・ランチ - 『すばる』2000年7月号
  - サマータイム - 『すばる』2000年10月号
- 『アイリーン』（2001年9月 作品社 ISBN 4878934271）
  - アイリーン - 『月刊アスキー』連載
- 『壊音 KAI-ON/症例イデム』（2008年5月 ノンカフェブックス ISBN 4990379055）
  - 壊音 KAI-ON
  - 症例イデム
  - 月齢

その他
- 『電脳日本語論』（2003年3月 作品社）
- 『ぼくはスクワター 不法占拠者』（2004年2月 新書館 ISBN 4403220460）

### 共著
- 『ミステリーがわかる。 1995-2001』（2001年12月 朝日文庫）
  - キャラ読みはミステリの敵か - 『小説トリッパー』2000年夏季号
- 『たけくらべ 現代語訳・樋口一葉』（2004年12月 河出文庫）

### 単行本未収録
- 「ガーデン・ドライブ」 - 『文藝』2002年春季号
- 「暗い日曜日」 - 『すばる』2004年1月号
- 「メリッサ」 - 『SF JAPAN vol. 9』2004年春季号
- 「ドルチェ・ヴィータ」 - 『すばる』2004年6月号
- 「ラクリマ」 - 『すばる』2004年8月号
- 「スカボロフェア」 - 『すばる』2004年10月号
- 「シュシュ」 - 『すばる』2004年12月号
- 「かげりゆく部屋」 - 『すばる』2005年3月号
- 「幽霊船」 - 『すばる』2005年4月号
- 「19℃のロリータ」 - 『すばる』2005年8月号

## 映画化
- 壊音 KAI-ON（2002年、奥秀太郎監督）